# TGV Sud-Est
TGV Sud-Est (TGVシュド・エスト) はフランスの高速列車TGV用にアルストムが製造し、フランス国鉄 (SNCF) が運用を行っている準動力集中方式の高速鉄道車両である。1978年から1986年までの8年間にわたり製造され、日本の新幹線の最高速度を上回る世界最速の列車としての基礎を築き、後に続くTGVシリーズ各車両の基本となった。

## 編成概要
2020年2月時点では11本の編成が在籍し、1本がパリ・リヨン駅近くに立地する南東ヨーロッパ車両基地 (Technicentre Sud Est Européen) 、10本がパリ北駅近くに立地するランディ車両基地 (Technicentre Le Landy) にそれぞれ配置されている。
編成番号1 - 37、39 - 45、47 - 69、71 - 87、89 - 98、100 - 102の98本は23000形で、交流25,000V50Hz・直流1,500Vの2電源に対応する。第1編成と第2編成は開業に先立つ試運転のため1978年に作られたプロトタイプで、それぞれ「パトリック」と「ソフィー」という愛称がついている。第16編成は1981年2月26日に当時の世界記録である380km/hを達成した。欠番となっている第38編成は郵便車編成La Posteに転用され、第70編成は1989年に除籍、第88編成は後述する3電源対応の第118編成とされた。なお第99編成は当初から欠番である。またLGV営業開始当時、全車1等車という編成が数編成存在した。
編成番号110 - 118の9本は33000形で、スイス連邦鉄道（スイス国鉄）に直通する国際列車・リリアなどに運用されるため、交流25,000V50Hz・直流1,500V ・スイス国鉄の交流15,000V 16.7Hzの3電源に対応していた。一部編成はスイス国鉄に長期リースされ、SNCFのロゴに代わりスイス国鉄のロゴが車体に貼付されていた。9本とも2012年から2013年にかけて運用を離脱している。

## 機器など

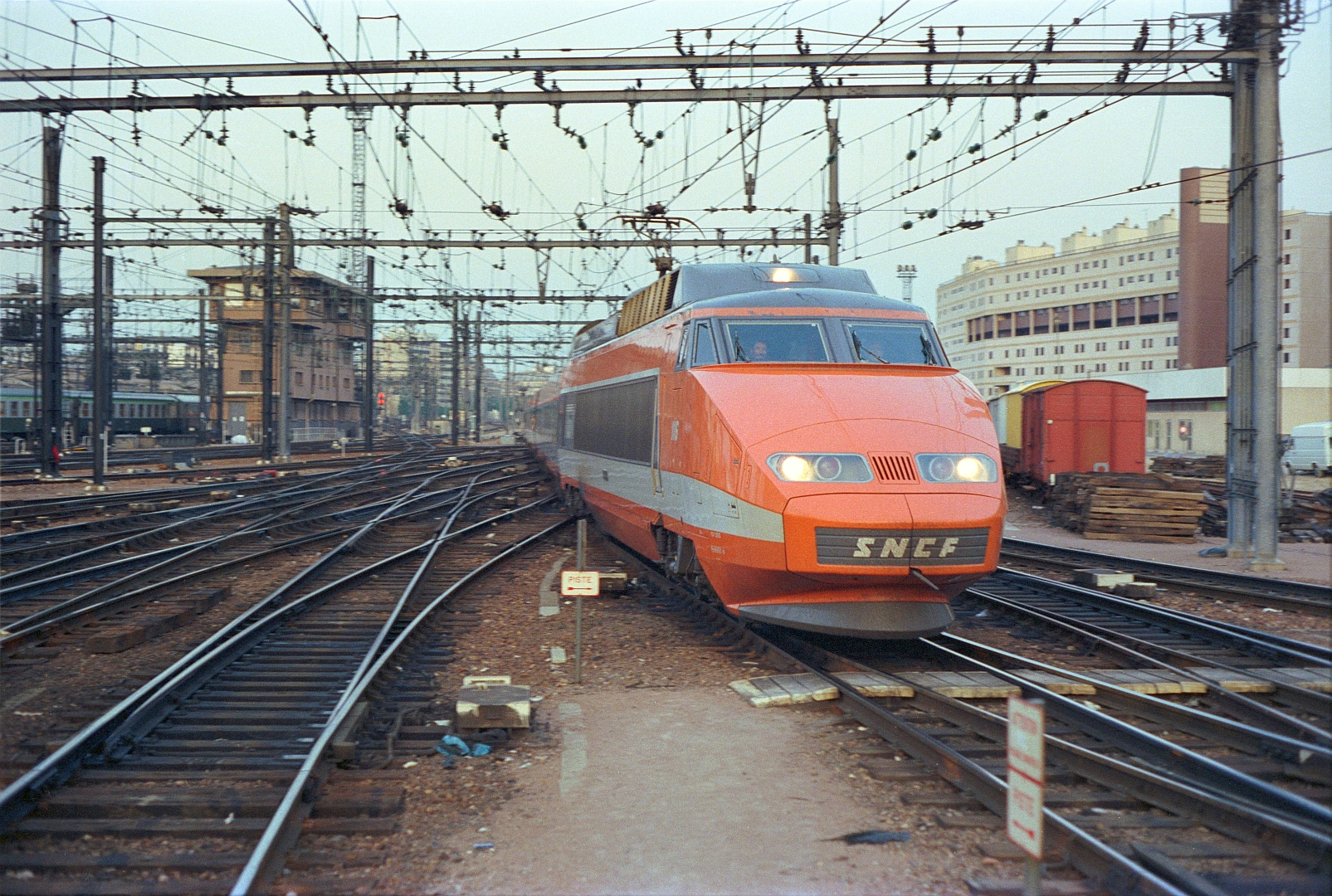
落成当初のオレンジ塗装（1987年5月、パリ・リヨン駅）

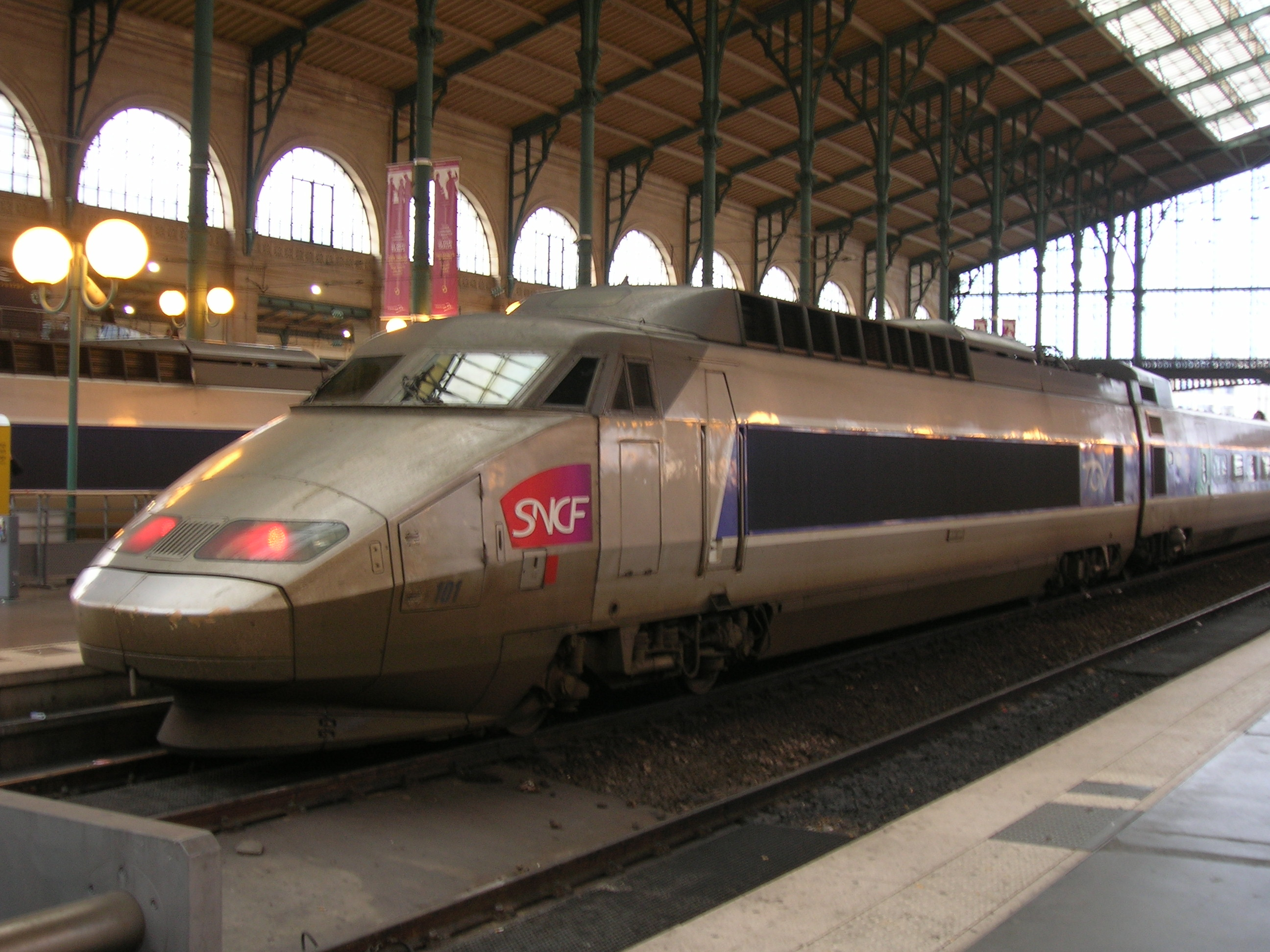
銀色塗装に変更後の第101編成（2005年12月、パリ北駅）

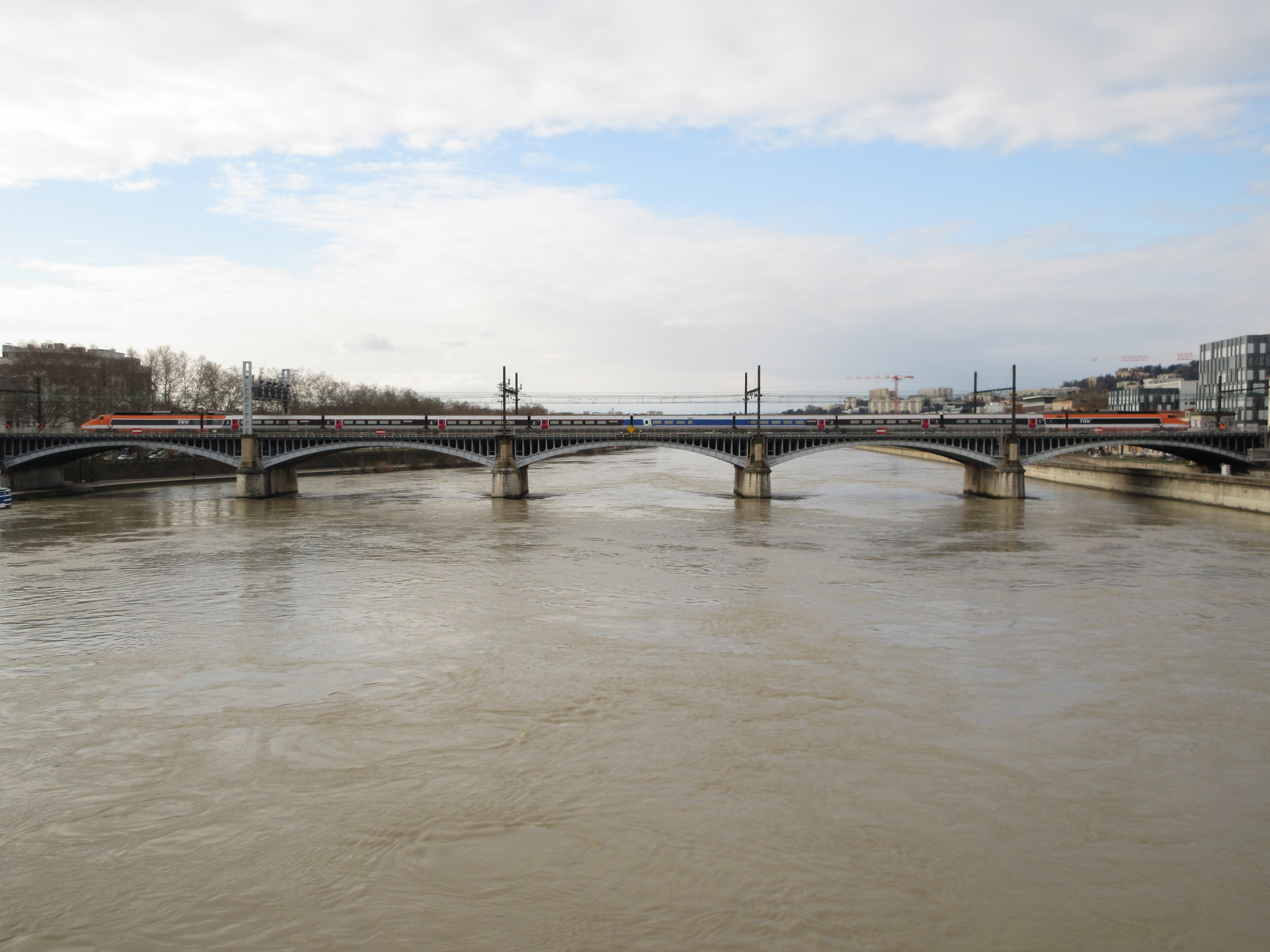
歴代3色の塗装を施された第1編成（2020年3月、リヨン・ペラーシュ駅の引退記念イベントにて）

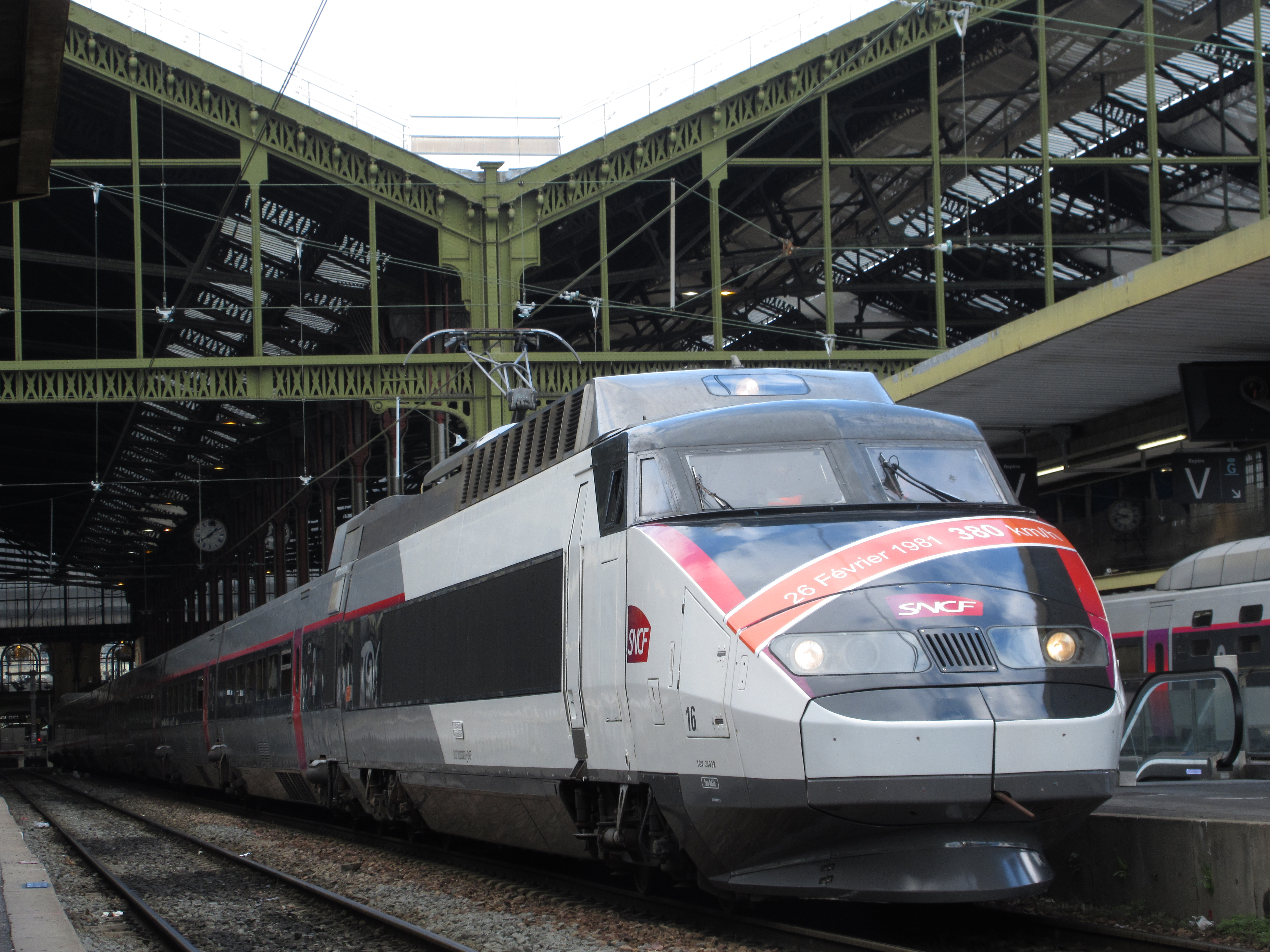
カーミリオン塗装の第16編成（2021年2月、パリ・リヨン駅、TGV世界最高速度達成40周年記念）

編成は両端2両の動力車と中間8両の連接客車で構成され、編成重量は385tである。主電動機は動力車の台車に8基、動力車に隣接する客車の台車に4基の計12基が装備され、交流25,000V区間での編成出力は6,450kW (537.5kW×12) である。主電動機は車体床下に装着され、トリポードと称する可撓継手により車軸部の駆動歯車に動力を伝達している。
制御方式は直流区間ではサイリスタチョッパ制御、交流区間はサイリスタ位相制御で直流電動機を駆動する。
台車は動力車・客車ともに2軸ボギーで、車輪直径は920mm、ホイールベースは3,000mmである。軸箱と台車枠の間はゴムと鋼板を重ねた「筒型ゴム」により支持される。落成当初はいずれも枕ばねにコイルばねを使用していたが、客車のものについては後に乗り心地改善を目的として空気ばねに改修された。
ブレーキシステムは発電ブレーキ併用電磁自動空気ブレーキであり、台車には踏面ブレーキ、ディスクブレーキが装備されている。
連結器は、先頭部分に車体側面からの操作によって開閉するカバーによって格納されたシャルフェンベルク式密着連結器と、動力車と中間車の間にねじ式連結器を装備する。先頭部は併結運転の際に使用され、中間車側は無動力回送の際に機関車によって牽引される場合に用いられる。
集電装置はアーム型パンタグラフを両端の動力車に交流区間用と直流区間用の二基をそれぞれ搭載する。運転台寄りが直流用、連結面側が交流用である。交直切替時の操作によって二つのパンタグラフがデッドセクション走行中に切り替えられる。Sud-Est編成の導入当初は直流用パンタグラフがSNCFで一般的に使用されていたY型マストのものであったのに対して、交流用パンタグラフは高速走行時の架線への追随性を高める目的で、1本マスト型シングルアームパンタグラフの上に小型のシングルアームパンタグラフを載せた形態のダブルアクション型パンタグラフを使用していたが、LGV大西洋線開業に際して投入されたTGV Atlantique編成からは、ダブルアクション型の代わりに摺り板の微細な上下動をアシストし、超高速走行時の集電性能を向上させるダンパーを使用した1本マスト型が採用された。Sud-Est編成においても、この改良型への交換が進行している。スイス直通対応編成は、パンタグラフの摺り板の幅が狭いものに交換されている。直流区間では各動力車のパンタグラフを使用するのに対して、交流区間では後部動力車のパンタグラフのみを使用する。
車体は耐候性鋼板製で、板厚は3.2mmである。
客車は一等車 (Première classe) 2両、二等車 (Seconde classe) 5両、二等座席とバーの合造車1両で構成される。
車体塗装は当初オレンジを基調としていたが、1996年から内装更新に合わせてTGV Atlantique編成と同じシルバー地に青帯に変更された。2011年9月には開業30年を記念して第1編成がカーミリオン（Carmillon：カーミン（carmin）とバーミリオン（vermillon）のグラデーション）に変更され、2017年までに34本がこの色に更新された（残りは運用離脱）。
当初の営業最高速度は260km/hで、1982年夏のダイヤ改正で270km/hにスピードアップされた。その後ほとんどの編成がLGV地中海線開業に際し、保安装置をTVM-430に換装、台車を新型のY256･Y257型への換装、歯車比を高速向けに改造、主変圧器の冷却性能の強化等の高速化工事を施行されたことで300km/h運転対応とされた。スイス直通対応編成はLGV線上の走行距離が短いため270km/h対応で存置されている。SNCFでは最終的にSud-Est編成を淘汰するため、270km/h対応編成の300km/h化は検討していない。

## 運用
LGV開業前に、パリ－リヨン間で在来線だけを走行する「リヨネ」として営業運転を開始した。その後1981年9月にパリ（リヨン駅） - リヨン（ペラーシュ駅）間をLGV南東線経由で営業運行を開始した。長らく南東線系統のみで運用されていたが、2001年にLGV地中海線が開業してからはLGV東連絡線を経由してLGV北線方面に直通する列車や、北線系統のパリ北駅発着列車などにも運用されるようになった。
開業以来使用されている車両のため老朽化が進行しており、2012年のダイヤ改正以後は運用離脱が進んでいる。スイスへの国際列車の運用に就いていた3電源対応車はTGV POS型とEuroduplex型によって全廃、 2電源対応車はDuplex型やEuroduplex型によって廃車が開始されている。北線を中心に運用されているが、2028年までに全編成が離脱する見込み。
2019年に運用離脱した第1編成「パトリック」は、翌2020年2月に歴代3色をまとった復刻塗装となり、パリ・リヨン駅とリヨン・ペラーシュ駅で一般公開を行った。
第61編成の先頭動力車が登場時の塗装に復元され、ミュルーズの｢シテ・デュ・トラン｣に収蔵、展示されている。この他にも数両が保存展示の計画がある模様である。

## TGV Expérience
南東ヨーロッパ車両基地配置の第65編成は2011年にLGV南東線開業30周年を記念した特別列車「TGV Expérience」に改造された。車体には30周年記念デザインが施され、客車8両のうち4両は座席を撤去した上でTGVに関する各種情報の提供やTGV車両の模型などを展示している。この特別列車は同年4月16日から7月14日までフランス各地の16駅とスイス・ジュネーヴ（コルナヴァン駅）を巡回した。